# Abeleda (La Teijeira)
Abeleda (llamada oficialmente Santa María de Abeleda) es una parroquia y un lugar del municipio español de La Teijeira, en la provincia de Orense, Galicia.

## Toponimia
La parroquia también es conocida por el nombre de Santa María da Abeleda.

## Geografía
La parroquia está situada entre el río Edo y el municipio de Castro Caldelas y es atravesada por la carretera OU-903. La capital de la parroquia es Nogueira y su población era de 83 habitantes en 2015, pero sube su población en verano. 

## Historia
Abeleda apareció en un par de programas emitidos en la TVG (Televisión de Galicia), tales como "Grandes Lugares" y "A Vide de Cachín". También tuvo el honor de recibir a alguna que otra celebridad como Ernesto Chao y algún integrante de Los Suaves. 

## Organización territorial
La parroquia está formada por cinco entidades de población, constando tres de ellas en el nomenclátor del Instituto Nacional de Estadística español:
- Abeleda-Pombar (O Pombar)
- A Chaira
- Boga (A Boga)
- Cofra
- Nogueira

## Demografía

### Parroquia
| Gráfica de evolución demográfica de Abeleda (parroquia) entre 2000 y 2023 |
|                                                                           |
| Datos según el nomenclátor publicado por el INE.                          |

### Lugar
| Gráfica de evolución demográfica de Abeleda-Pombar (lugar) entre 2000 y 2023 |
|                                                                              |
| Datos según el nomenclátor publicado por el INE.                             |

## Economía
Su economía se basa principalmente del vino y del turismo; y también del ganado ovino y bovino, aunque de estos dos últimos no se saca mucho provecho. Años atrás, Abeleda contaba con varios servicios de hostelería (3 bares y 2 bares/restaurantes); progresivamente, dichos servicios se han visto reducidos hasta la actualidad; el Mesón Casa Lelo es el único que todavía está en activo. Tiene un embarcadero en el río Sil. 
Tiene bodegas como Ponte da Boga, Adega Vella y Peza do Rei. Estas bodegas cuentan con fama tanto nacional como internacional, siendo Peza do Rei el vino elegido para la Cena de Hispanidad en Washington D. C., la capital de los Estados Unidos de América, presidida por Barack Obama.